# Argentina Open 2022
Argentina Open 2022 — тенісний турнір, що проходив на ґрунтових кортах у місті Буенос-Айрес (Аргентина) з 7 по 13 лютого. Належав до категорії ATP 250.

## Фінальна частина

### Одиночний розряд
Каспер Рууд —  Дієго Шварцман 5–7, 6–2, 6–3

### Парний розряд
Сантьяго Гонсалес /  Андрес Мольтені —  Фабіо Фоніні /  Орасіо Себальйос 6–1, 6–1